# República del Extremo Oriente
La República del Extremo Oriente o República del Lejano Oriente (en ruso: Дальневосто́чная Респу́блика (ДВР); transliteración: Dalnevostóchnaya Respúblika (DVR)), a veces denominada República de Chitá, fue un Estado nominalmente independiente establecido en Blagovéshchensk, y que cubría el Extremo Oriente Ruso y el este del lago Baikal, el 6 de abril de 1920. A pesar de ser proclamada una autonomía formal, en la práctica fue muy influida por la República Socialista Federativa Soviética de Rusia (RSFSR) quien la admitía tácitamente como un estado colchón entre la Rusia soviética y el Imperio Japonés; esto era preciso por cuanto tropas japonesas ocupaban el puerto de Vladivostok y mantenían algunas guarniciones en el extremo oriental de Siberia.
La república es brevemente mencionada en la novela Doctor Zhivago de Borís Pasternak cuando el abogado Víktor Komarovski, convertido en ministro de Justicia de la misma, se presenta en Varýkino para llevarse a Lara.

## Orígenes y creación
Tras la derrota de los ejércitos antibolcheviques de Kolchak en el invierno de 1919-1920 y la ejecución del almirante en febrero de 1920, Lenin decidió no provocar a los japoneses en Siberia para poder concentrarse en los combates que se libraban contra las fuerzas de Antón Denikin en el Sur. Así, en vez de continuar su avance hacia Oriente, Lenin impuso, con el respaldo del comité central de su partido, una solución similar a la adoptada anteriormente con los Imperios Centrales en el Tratado de Brest-Litovsk: conceder territorio a cambio de un respiro militar (en este caso, el evitar el enfrentamiento con Japón). Se creó entonces la República, que debía servir como Estado intermedio entre los soviéticos y los japoneses, a la que se reconoció como independiente.
Convencido de la necesidad de que fuesen los Aliados quienes se retirasen por iniciativa propia para recuperar el control del territorio, Lenin se mostró dispuesto a respetar a la nueva república para favorecer la evacuación militar, además de para evitar un posible conflicto con Tokio.

## Historia
La República del Extremo Oriente era una de las muchas autoridades gubernamentales de la caótica situación en la región tras la derrota de Aleksandr Kolchak. Su sede original fue la ciudad siberiana de Blagovéshchensk y en noviembre de 1920 se trasladó a Chitá; estaba dirigida por dos veteranos comunistas, A. M. Krasnoschókov y P. M. Nikíforov y se fundó el 6 de abril de ese año. Se suponía que la República era un Estado independiente que debía de servir separación entre soviéticos y japoneses, pero debía quedar en la práctica bajo el control de Moscú. La superioridad militar japonesa en la zona, demostrada en los diversos enfrentamientos de la primavera de 1920, la continuación de la guerra civil en Europa, la lucha con Polonia y los levantamientos campesinos en Siberia aconsejaban no enfrentarse además al Gobierno japonés en esta zona remota y bajo débil control de Moscú.

### Avance soviético
Cuando en septiembre de 1920 los bolcheviques habían cercado a los últimos remanentes del Ejército Blanco en Crimea (que serían derrotados y expulsados de allí dos meses después), el Gobierno soviético, denominado Consejo de Comisarios del Pueblo, pudo volver a concentrarse en los asuntos de Siberia y el Extremo Oriente ruso. Entretanto, los Aliados habían presionado a Japón para comenzase su retirada de la región; el 21 de octubre las unidades japonesas evacuaron Jabárovsk.
Tras la firma del primer Tratado de Riga del 12 de octubre de 1920 con Polonia y del abandono de las fuerzas japonesas de Transbaikalia, el Gobierno soviético decidió ejercer presión militar sobre la República del Extremo Oriente y sus fuerzas atacaron Chitá, expulsando de allí el 22 al atamán Grigori Semiónov y sus exiguas tropas, reducidas a simples partidas de bandoleros a finales de mes. Ante el avance soviético, un grupo de oficiales veteranos del Ejército Blanco constituyeron un Gobierno Provisional establecido en el Krai de Primorie cuyo territorio se reducía a Vladivostok y a sus alrededores, régimen que se sostenía solamente por la ocupación japonesa en la zona y que representaba el último sector de territorio ruso aún no controlado por los soviéticos. A pesar de la victoria militar en Chitá, los soviéticos expresaron su deseo de seguir reconociendo a la república, con capital en esta ciudad y jurisdicción sobre todo el Extremo Oriente, y de no disolver el Gobierno provisional de Vladivostok, con el que los militares japoneses mantenían contactos. Este organismo estaba además presidido por el veterano bolchevique V. G. Antónov y sirvió de mediador entre la República y Japón.

### Evacuación japonesa y fin de la república
El mantenimiento de tropas japonesas en el antiguo territorio ruso favoreció a los soviéticos, que recibieron el creciente respaldo de la población (mayoría absoluta en las elecciones de la Asamblea constituyente siberiana en diciembre de 1920) y de algunos elementos antisoviéticos, que consideraron al Gobierno de Lenin como el mejor para lograr la reunificación del antiguo territorio imperial. Estados Unidos se mostró además cada vez menos conforme con el control japonés de parte del territorio.
En mayo de 1921, fuerzas antisoviéticas con el consentimiento de los japoneses depusieron a las autoridades de la república en Vladivostok, tomaron el poder y formaron el «Gobierno Provisional de Priamurie». Este trató en los meses siguientes de aunar a los diversos elementos opuestos a los soviéticos en la región, infructuosamente.
Las últimas esperanzas de los antisoviéticos desaparecieron con el anuncio japonés de retirada el 24 de junio de 1922, que declaraba que las tropas niponas abandonarían Siberia antes de final de octubre. Después de que los japoneses evacuaran Vladivostok a mediados de octubre de 1922 y se negaran a oponer resistencia militar a los bolcheviques, los soviéticos dirigieron sus tropas hacia dicha ciudad y la tomaron el 25 de octubre, sin hallar resistencia apreciable en tanto la mayoría de rusos blancos de la zona había elegido partir junto con los japoneses, desapareciendo así la dictadura militar del general Dieterijs, lugarteniente de Kolchak, que había sucedido en julio al Gobierno Provisional. Pocas semanas después, el 15 de noviembre de 1922, la República del Extremo Oriente fue formalmente reintegrada a la RSFS de Rusia, la cual ya formaba parte de la recién creada Unión Soviética.